# اسفیان
اسفیان روستایی در دهستان نیمبلوک بخش نیمبلوک شهرستان قائنات استان خراسان جنوبی ایران است. بر پایه سرشماری عمومی نفوس و مسکن در سال ۱۳۹۰ جمعیت این روستا ۳۲ نفر (در ۱۴ خانوار) بوده‌است.